# Bruno Rosetti
Bruno Rosetti (Ravenna, 5 gennaio 1988) è un canottiere italiano. Nel 2021 ha partecipato ai Giochi Olimpici di Tokyo vincendo la medaglia di bronzo nella specialità del quattro senza. 

## Biografia
Dopo aver gareggiato per la Società Canottieri Ravenna è passato al Circolo Canottieri Aniene. Ha vinto la medaglia di bronzo ai campionati mondiali di Sarasota 2017 nell'otto, gareggiando con Cesare Gabbia, Emanuele Liuzzi, Luca Parlato, Paolo Perino, Mario Paonessa, Davide Mumolo, Leonardo Pietra ed Enrico D'Aniello.
Ai mondiali di Plovdiv 2018 ha vinto l'argento nel quattro senza, con Matteo Castaldo, Matteo Lodo e Marco Di Costanzo, concludendo la gara alle spalle dell'equipaggio australiano.
Ai Giochi Olimpici di Tokyo 2020 vince la medaglia di bronzo nel quattro senza gareggiando in batteria, ma non partecipando alla finale. Risultato infatti positivo al Covid-19 a poche ore dalla gara, viene sostituito da Marco Di Costanzo che, insieme a Matteo Castaldo, Matteo Lodo e Giuseppe Vicino conquisterà la medaglia di bronzo. Successivamente il CIO, su richiesta della squadra italiana, decide di conferire anche al canottiere ravennate il bronzo olimpico.

## Palmarès
- Giochi Olimpici

Tokyo 2020: bronzo nel quattro senza.
- Mondiali

Sarasota 2017: bronzo nell'otto.
Plovdiv 2018: argento nel quattro senza.
- Campionati mondiali di Coastal Rowing

Campionati mondiali di coastal rowing 2008: argento nel quattro.
- Europei

Poznań 2020: argento nel 4 senza.